# Сподње Водале
Сподње Водале (словен. Spodnje Vodale) је насељено место у општини Севница, Посавска регија, Словенија.

## Историја
До територијалне реорганизације у Словенији било су у саставу старе општине Севница.

## Становништво
У попису становништва из 2011. године, Сподње Водале је имало 118 становника.
| Број становника према пописима | Број становника према пописима | Број становника према пописима |
| ------------------------------ | ------------------------------ | ------------------------------ |
| 1991                           | 2002                           | 2011                           |
| 128                            | 114                            | 118                            |